# サックヴィル・クロウ (初代準男爵)
初代準男爵サックヴィル・クロウ（Sir Sackville Crowe, 1st Baronet、1595年12月7日（洗礼日） – 1671年10月27日） はイギリスの政治家。在オスマン帝国イングランド大使を務めた。

## 生涯
1595年頃にケントのブラステッド（Brasted）で生まれる。後にラトランド公爵家の娘の一人と結婚した。二人の間には、父と同名の息子（1636年 - 1706年）が生まれた。1617年初めには、当時皇太子だったチャールズ1世からペロットの旧領ラファーン（Laugharne）のリヴァージョナリ・リース（Reversionary lease）を得たが、1619年4月にノーサンバーランド伯爵夫人が亡くなったため、この権利は失効し、サックヴィルはそこに居住するようになった。
1625年の議会、通称「役に立たない議会（Useless Parliament）」ではヘイスティングス地区代表の、1628～1629年の議会ではブランバー地区代表の国会議員であり、1627年4月5日から1630年1月21日までは海軍財務長官を務めたうえ、1627年7月8日には準男爵に叙された。1625年にイングランド国王になっていたチャールズは、その治世の間に、1633年11月19日にコンスタンティノープルへ派遣する在オスマン帝国大使にサックビルを指名し、勅令が1638年7月14日に発布された。1636年、ディーンの森（Forest of Dean）にある王室製鉄所の賃貸権を21年間得たが、後にこれを売却しようとしこれが大きな法的問題を引き起こしたため、議会に持ち込まなければならない事態となったが、1638年10月のコンスタンティノープル渡航を妨げることはなかった。
大使着任時の記録は残っていない。1642年4月、庶民院の記録には、レバント会社による彼の「干渉」に対する異議を申し立てたことが記載されている。しかし1646年までには、「コンスタンティノープルとスミュルナ（現イズミル）で、同会社の財産を押収し、小間使いや召使いを投獄した」ことに託けて、正式に大使から身を退く旨の手紙を送るよう要求するようになった。結局クロウは、1647年1月に議会によって罷免された。おそらく、大使は同年の11月23日まで最終的に出発しなかったため、おそらくイングランド内戦での王党派の敗北の知らせを受け取っていなかったのだろうとされる。
クロウは1648年4月にマーガレット号という船の囚人として連れ戻され、裁判を待つべくロンドン塔に引き渡された。1652年3月には2000ポンドの保証金で保釈された。 1658年9月までにはレバント会社がすべての告発を取り下げ、クロウは自身の拘束を無効にするよう上院に請願した。